# 권세현 (수영 선수)
권세현(1999년 10월 27일 ~ )은 대한민국의 수영 선수이다.

## 경력
작전중학교, 작전여자고등학교을 졸업하고, 2022년 아시안 게임 수영 여자 평영 200m에 참가해 예선에서 결승 진출했다. 2위로 은메달을 획득하였다. 2010년 아시안 게임 여자 평영 200m  정다래(금메달)이후 13년만이다.